# Східнофризькі острови
Східнофризькі острови (нім. Ostfriesische Inseln) — пасмо островів у Північному морі біля узбережжя Східної Фризії, Нижня Саксонія. Острови разом з навколишнім їх морем є частиною (приблизно 5%) Національного парку Шлезвіг-Гольштейнські вати. Площа островів складає приблизно 134,35 км², населення на 31 грудня 2008 року — 16 837 осіб.

## Історія
На честь островів Боркум і Нордернай були названі концентраційні табори Боркум та Нордерней, створені під час Другої світової війни на острові Олдерні, що були підтаборами табору Олдерні.

## Транспорт на островах
На більшості островів заборонено користуватися автомобілями. Винятки становлять лише найнаселеніші острови Боркум і Нордернай. Дістатися до островів можна тільки поромом.

## Географія
Східно-Фризькі острови мають у своєму складі сім населених островів, розташованих в наступному порядку із заходу на схід: Боркум, Юїст, Нордернай, Бальтрум, Лангеог, Шпікерог, Вангероге. Боркум належить до району Лер; Юїст, Нордернай та Бальтрум до району Аурих; Лангеог та Шпікерог належать до району Віттмунд; Вангероге є частиною району Фризія. Нордерней є частиною майже поглиненого морем в другій половині XVII століття острова Буїзе.
До архіпелагу належать також п'ять незаселених острівців, частина з яких більше не вважається частиною Східно-Фризьких островів: Кахелотплате, Лютьє-Герн (інтенсивно розмивається), Меммерт, Мінзенер-Ог (штучний острів), Меллум, Гроссер-Кнехтзанд. Кахелотплате, розташований на північ від гирла річки Емс, отримав статус острова в 2003 році.
| №                      | Герб                   | Острів                 | Адміністративний район | Площа, км² | Відстань від материка, км | Населення, чол. (31. 12. 2008) | Щільність, чол./км² |
| ---------------------- | ---------------------- | ---------------------- | ---------------------- | ---------- | ------------------------- | ------------------------------ | ------------------- |
| 1                      |                        | Боркум                 | Лер                    | 30,74      | 10,5                      | 5186                           | 169                 |
| 2                      |                        | Юїст                   | Аурих                  | 16,43      | 8                         | 1696                           | 103                 |
| 3                      |                        | Нордернай              | Аурих                  | 26,29      | 3                         | 5810                           | 221                 |
| 4                      |                        | Бальтрум               | Аурих                  | 6,5        | 4,5                       | 488                            | 75                  |
| 5                      |                        | Лангеог                | Віттмунд               | 19,67      | 5                         | 1953                           | 99                  |
| 6                      |                        | Шпікерог               | Віттмунд               | 18,25      | 6,5                       | 781                            | 43                  |
| 7                      |                        | Вангероге              | Фризія                 | 7,94       | 6,5                       | 923                            | 116                 |
| 8                      |                        | Кахелотплате           |                        |            |                           | Без населення                  | −                   |
| 9                      |                        | Лютьє-Герн             | Лер                    | 0,1        | 12,5                      | Без населення                  | −                   |
| 10                     |                        | Меммерт                | Аурих                  | 4,3        | 13                        | Без населення                  | −                   |
| 11                     |                        | Мінзенер-Ог            | Везермарш              | 2,2        | 3,5                       | Без населення                  | −                   |
| 12                     |                        | Меллум                 | Везермарш              | 4,9        | 6                         | Без населення                  | −                   |
| Східно-Фризькі острови | Східно-Фризькі острови | Східно-Фризькі острови | Східно-Фризькі острови | 134,35     | −                         | 16 837                         | 125                 |